# Walter Schemel
Walter Schemel (* 1. Dezember 1923; † 9. Februar 2004) war ein deutscher Fußballspieler. Von 1947 bis 1958 absolvierte der langjährige Allroundstürmer in der damals erstklassigen Fußball-Oberliga Nord für die Vereine Eintracht Braunschweig und Hamburger SV 214 Ligaspiele, in denen er 82 Tore erzielte. Er zog 1956 mit dem HSV in das Finale um den DFB-Pokal und 1957 um die deutsche Meisterschaft ein.

## Laufbahn

### Eintracht Braunschweig, 1942 bis 1946; 1947 bis 1950
Der ursprünglich aus dem badischen Muggensturm im Landkreis Rastatt stammende Schemel soll laut Spielerlexikon über die Station TSV Eller 04 ab dem Jahr 1942 bei den Blau-Gelben von Eintracht Braunschweig in der damaligen Gauliga Südhannover-Braunschweig gespielt haben. Unter Trainer Georg Knöpfle gelang Braunschweig 1942/43 mit 146:20 Toren und 35:1 Punkten der Meisterschaftsgewinn in der Staffel und damit der Einzug in die Endrunde um die deutsche Meisterschaft 1943. Im ersten Spiel trafen Mittelstürmer Schemel und seine Eintracht-Mitspieler am 2. Mai auf Victoria Hamburg. Zum 5:1-Erfolg steuerte der 19-jährige Angreifer drei Tore bei, obwohl bei „Vicky“ Exnationalspieler Hans Schwartz als Mittelläufer auf dem Platz stand. In der zweiten Runde war aber die Hürde Dresdner SC zu hoch. Vor 30.000 Zuschauern im Stadion am Ostragehege hatte Braunschweig gegen Willibald Kreß, Walter Dzur und den torgefährlichen Innensturm der Sachsen mit Heinrich Schaffer, Helmut Schön und Richard Hofmann bei der 0:4-Niederlage am 16. Mai keine Chance.
In der Saison 1946/47 stürmte der bewegliche und beidfüßig schussstarke Angreifer bei Westfalia Herne in der Landesliga Westfalen. Gemeinsam mit den Mitspielern Günter Grandt, Paul Matzkowski und Ehrenfried Wydra belegte Schemel mit der Mannschaft vom Stadion am Schloss Strünkede aber nur den vierten Platz und der reichte nicht zur Aufnahme in die ab 1947/48 neu eingeführte, zentrale Ligaspitze der Oberliga West.
Deshalb schnürte der Angreifer ab der Saison 1947/48 wieder seine Kickstiefel für die Eintracht. Die hatte durch den Gewinn der Meisterschaft 1946/47 in der Oberliga Niedersachsen-Süd die Zulassung für die ebenfalls neu installierte Oberliga Nord zur Runde 1947/48 geschafft. In den ersten drei Runden in der Oberliga Nord, 1947/48 bis 1949/50, erzielte der torgefährliche Stürmer für die „Löwen“ in 72 Ligaspielen 44 Tore. Nach seinen 17 Treffern in der Runde 1949/50 hatte er mehrere Angebote vorliegen. Er unterschrieb gleich zwei Verträge: beim VfB Mühlburg und beim Hamburger SV. Schemel wurde deswegen vom DFB für ein Jahr gesperrt. Er entschied sich dann doch für den HSV und war ab dem 1. August 1951 für die Mannschaft vom Rothenbaum spielberechtigt.

### Hamburger SV, 1950 bis 1958
In Hamburg hatte es der Stürmer wieder mit Trainer Georg Knöpfle zu tun. Er debütierte am 29. August 1951 beim 5:3-Heimerfolg gegen Concordia Hamburg mit einem Torerfolg in der HSV-Elf. Schemel kam auf 20 Ligaspiele mit sechs Toren und feierte 1951/52 den Meisterschaftsgewinn vor dem VfL Osnabrück. In den Endrundenspielen gegen den 1. FC Saarbrücken, 1. FC Nürnberg und den FC Schalke 04 kamen vier Spiele mit einem Tor hinzu, aber es reichte nur zum dritten Platz. In seiner zweiten Runde bei den Rothosen, 1952/53, kam er beim erneuten Meisterschaftserfolg des HSV, jetzt vor Holstein Kiel, Werder Bremen und dem VfL Osnabrück, auf 26 Ligaeinsätze, wobei er 14 Tore erzielte. In der Endrunde 1953 lief es für den HSV nicht gut, der VfB Stuttgart und Borussia Dortmund waren deutlich besser. Schemel absolvierte dabei zwar alle sechs Gruppenspiele, aber die letzten vier als rechter Verteidiger an der Seite von Fritz Laband im damals praktizierten WM-System. In der ersten Oberligarunde der zwei Großtalente Uwe Seeler und Klaus Stürmer, 1954/55, absolvierte der ehemalige Braunschweiger unter Trainer Martin Wilke alle 30 Ligaspiele und erzielte zwölf Tore bei der erneuten Nordmeisterschaft mit dem Torverhältnis von 108:41 Treffern. Der überragende Angriff in der Nordliga erzielte in der Besetzung Walter Schemel (30-12), Stürmer (23-18), Seeler (26-28), Günter Schlegel (29-29) und Herbert Wojtkowiak (30-4) zum Titelgewinn alleine 91 der 108 Tore. In der Endrunde scheiterten Schemel und Kollegen mit einem Punkte Rückstand gegenüber dem 1. FC Kaiserslautern am Einzug in das Finale. In allen sechs Gruppenspielen hatte er auf Rechtsaußen gestürmt. Als er 1955/56 die vierte Meisterschaft mit den Rautenträgern feiern konnte, war er aber vom Angriff in die Verteidigung gerückt und absolvierte seine 26 Ligaspiele auf der Position des rechten Verteidigers. In der Endrunde kamen weitere sechs Spiele hinzu. Punktgleich mit dem späteren Deutschen Meister Borussia Dortmund musste sich der HSV mit dem zweiten Gruppenplatz begnügen. Schemel gewann am 1. Januar 1956 am Rothenbaum mit einem 3:1-Erfolg gegen Holstein Kiel den norddeutschen Pokal. Im Halbfinale um den DFB-Pokal setzte er sich mit seinen Mannschaftskollegen am 5. Mai 1956 gegen Fortuna Düsseldorf mit 2:1 Toren durch. Gegen den Titelverteidiger Karlsruher SC gab es aber am 5. August 1956 im Wildparkstadion eine 1:3-Finalniederlage. Schemel spielte rechter Verteidiger und der KSC-Linksaußen Bernhard Termath erzielte zum Sieg seiner Mannschaft zwei Tore.
Zur fünften Meisterschaft in der Nordoberliga, 1956/57, trug Schemel in 19 Ligaspielen, er wurde zumeist als Verteidiger eingesetzt, zwei Tore bei. In der Endrunde dagegen agierte er nochmals in allen vier Begegnungen als Stürmer. Der HSV setzte sich gegen den Duisburger SpV, 1. FC Nürnberg und den 1. FC Saarbrücken durch und stand am 23. Juni 1957 in Hannover gegen Titelverteidiger Borussia Dortmund im Endspiel um die deutsche Meisterschaft. Er bildete zusammen mit Uwe Reuter, Uwe Seeler, Gerhard Krug und Franz Klepacz den Angriff des HSV. Mit je zwei Toren durch Alfred Kelbassa und Alfred Niepieklo verteidigten aber die Westfalen überlegen den Meistertitel.
Bei seinem sechsten Meisterschaftsgewinn mit dem Hamburger SV, in der Saison 1957/58, kam er nochmals in fünf Ligaspielen zum Einsatz und erzielte einen Treffer. Sein letztes Spiel in der Oberliga Nord bestritt Schemel am 23. Februar 1958 beim 3:2-Heimsieg gegen Altona 93. Insgesamt wird Schemel mit 214 Oberligaspielen mit 82 Toren geführt.
Er beendete im Sommer 1958 gemeinsam mit Posipal, Börner und Liese seine Laufbahn. Für die Auswahl von Norddeutschland hatte er im Oktober und November 1953 zwei Spiele gegen Westdeutschland und die deutsche B-Nationalmannschaft bestritten. Nach seiner Spielerlaufbahn war er noch als Trainer im Amateurbereich beim TSV Uetersen und Holstein Quickborn aktiv.